# زبان شانگهایی
زبان شانگهایی (چینی ساده‌شده: 上海话، چینی سنتی: 上海話، پین‌یین: Zaonhegho) یا زبان هو گونه‌ای از چینی وو است که در مناطق مرکزی شهر شانگهای تکلم می‌شود. گویشوران این زبان دارای فهم متقابل نسبت به سایر زبان‌های چینی مثل ماندارین نیستند. شانگهایی زبان میانجی تمام ناحیه دلتای رود یانگ تسه و با حدود ۱۴ میلیون سخنور، بزرگترین تک‌زبان چینی وو است.